# بييسك
بييسك (بالروسية: Бийск) هي إحدى مدن روسيا في الكيان الفدرالي الروسي ألطاي كراي. يبلغ عدد سكانها حوالي 205250 نسمة سنة 2013.

## الجغرافيا
تقع بييسك في جنوب غرب سيبيريا، على نهر بييا الذي منه أشتق إسمها، على بعد 134 كم جنوب شرق بارنول.

## التاريخ
المدينة تأسست سنة 1709 كحصن لنظام التسار بطرس الأكبر. لكنها أحرقت بعد عام على يد قبيلة بدوية محلية وأعيد بناؤها في سنة 1718. فقدت بييسك تدريجيا وطيفتها العسكرية وأصبحت مركزا تجاريا هاما الذي جعل منها مدينة سنة 1782.
في 17 ديسمبر 1917، تم التشكيل السوفياتي في المدينة، ثم تحصلت عليها قوات الأميرال ألكسندر كولتشاك في 9 جوان 1918، حتى دخول الجيش الأحمر في 9 ديسمبر 1919.
في الحرب العالمية الثانية، 26456 ساكنا ذهبوا إلى الجبهة، منهم 9772 قتلوا، وأغلب الأراضي أخليت.
أصبحت بييسك في 2006، بقرار من الحكومة الروسية، مدينة علمية. أهم مجالات البحث هي المعدات المخصصة للجيش، الصواريخ، المواد الجديدة، التكنولوجيا الكيميائية واقتصاد الطاقة. هذه الحالة نسبت لها لمدة 5 سنوات.

## التعداد السكاني
التطور الديمغرافي:
سنة 1856: 3100 نسمة
سنة 1897: 17213 نسمة
سنة 1926: 47791 نسمة
سنة 1939: 80339 نسمة
سنة 1959: 146416 نسمة
سنة 1970: 186344 نسمة
سنة 1979: 212567 نسمة
سنة 1989: 233238 نسمة
سنة 2002: 218562 نسمة
سنة 2010: 210155 نسمة
سنة 2012: 207409 نسمة
سنة 2013: 205250 نسمة

## الاقتصاد
الصناعة في بييسك عرفت نموا سريعا، خاصة بعد إخلاء الأراضي بالمنطقة الغربية للإتحاد السوفياتي خلال الحرب العالمية الثانية.أصبحت المدينة مركزا هاما لانتشار وتصنيع الأسلحة وبقيت مركزا صناعيا.

## أعلام
- سيرجي كامنسكي